# Комсомольский (Гулькевичский район)
Комсомо́льский — посёлок в Гулькевичском районе Краснодарского края России. Административный центр Комсомольского сельского поселения.

## Население
| 2002 | 2010  |
| ---- | ----- |
| 1328 | ↗1380 |

## Улицы
| - пер. Восточный, - ул. Грушовая, - ул. Кирова, - ул. Комсомольская, - ул. Кочубея, | - ул. Красная, - ул. Первомайская, - ул. Промышленная, - ул. Пушкина, - ул. Садовая, | - пер. Советский, - ул. Школьная, - ул. Энтузиастов, - ул. Юбилейная, - ул. Южная. |